# Manuel Ciavatta
Manuel Ciavatta (San Marino, 27 de dezembro de 1976) é um político samarinês, sendo um dos capitães-regentes de 1 de outubro de 2022 a 1 de abril de 2023, juntamente com Maria Luisa Berti.

## Biografia
Ciavatta é formado em engenharia civil pela Universidade de Bologna, mas também bacharel em Teologia Sagrada.
Ele é membro do Partido Democrático Cristão Sammarinês, onde atua como secretário político adjunto. Ele serviu na XXVIII legislatura do Grande e Conselho Geral de 2012 até 2016 e novamente na XXX legislatura desde 2019. Ele é apaixonado por ensino e educação e atua como professor de física e tecnologia no Center for Professional Formação e Formação Técnica na Escola Secundária Fonte dell'Ovo.
Em 16 de setembro de 2022, o Grande Conselho Geral elegeu ele e Maria Luisa Berti como Capitães Regentes de San Marino para servir de 1º de outubro de 2022 a 1º de abril de 2023.